# Nation crie de Norway House
La Nation crie de Norway House est une bande indienne de la Première Nation crie du Manitoba au Canada. Elle possède plusieurs réserves dont la plus importante est Norway House 17. Elle a un total d'environ 6 000 membres dont 4 500 vivent sur une réserve. En 2011, Norway House 17 avait une population de 4 758 habitants.

## Annexe

### Lien exeterne
- (en) Site officiel
- Ressource relative à la géographie :   - Relations Couronne-Autochtones et Affaires du Nord Canada